# Pierella ceryce
Pierella ceryce är en fjärilsart som beskrevs av William Chapman Hewitson. Pierella ceryce ingår i släktet Pierella och familjen praktfjärilar. Inga underarter finns listade i Catalogue of Life.